# Who Says (chanson de Selena Gomez)
Pour les articles homonymes, voir Who Says.
Pistes de 'When the Sun Goes Down'
A Year Without Rain Love You Like A Love Song
Who Says est un single chanté et écrit par le groupe américain Selena Gomez & the Scene. Cette chanson a été écrite par Priscilla Renea et Emanuel Kiriakou, d'ailleurs Emanuel l'a aussi produite. Le single est sorti le 14 mars 2011, comme étant le single phare du troisième album du groupe : When the Sun Goes Down. Au début, Selena voulait attendre avant la sortie de son troisième album mais a tellement aimé cette chanson qu'elle a voulu enregistrer cet album.
En général, "Who Says" a reçu des critiques positives, qui ont apprécié le message que le groupe envoie à travers ce single. Le single est arrivé au Top 30 aux États-Unis, au Canada et en Nouvelle-Zélande, et c'est devenu le single à avoir connu le plus de succès. Le clip vidéo représente Selena en train de se promener dans Hollywood, enlever son maquillage, et faire une performance dans la plage avec son groupe. Selena Gomez & the Scene ont chanté cette chanson plein de fois en public notamment à Dancing with the Stars ou sur So Random!.

## Inspiration
En 2009, le groupe a sorti son premier opus : Kiss and Tell, et leur deuxième opus a vu le jour en 2010 sous le nom de A Year Without Rain. Après la sortie de son deuxième album, Selena n'était pas pressée d'en sortir un troisième, mais après avoir entendu Who Says, elle a décidé de commencer l'enregistrement de son troisième opus, en précisant le fait qu'elle adorait cette chanson et qu'elle en était fan. Après l'avoir enregistré, Selena a appelé cette chanson "amusante et puissante", avec quelques paroles : " À chaque fois que je chante cette chanson, je me sens mieux et revivre rapidement !".

## Clip vidéo
Le clip video officiel, qui a été réalisé par Chris Applebaum, a été créée le 11 mars 2011 et a été publiée sur VEVO. La vidéo commence avec Gomez lors d'une séance photo où elle commence à chanter le premier couplet. Elle enlève ensuite ses boucles d'oreilles et ses chaussures et sort du studio. Elle chante pendant que les paroles apparaissent sur plusieurs sites différents. Tout au long de la vidéo, elle est perçue en train de se promener dans différents endroits. Plus tard dans la vidéo, Gomez chante avec son groupe, entourée par les fans. La vidéo se termine alors que la foule court vers une plage, les vagues laissant apparaître les mots « The End » (La fin).

## Crédits et personnels
| - Chant: Selena Gomez - Écriture: Emanuel Kiriakou, Priscilla Hamilton | - Production: Emanuel Kiriakou |

Crédits extraits du livret de l'album When the Sun Goes Down, Hollywood Records.

## Liste des pistes
- CD single

1. "Who Says" - 3:15
2. "Ghost of You" - 3:23

- Royaume-Uni iTunes single / UK Promo CD single

1. "Who Says" - 3:15
2. "Who Says" (Instrumental) - 3:15

- Australie Remix Single

1. "Who Says" (Bimbo Jones Radio Remix) - 2:49
2. "Who Says" (Dave Audé Radio Remix) - 3:33
3. "Who Says" (Tony Moran and Warren Rigg Radio Remix) - 3:38

- Royaume-Uni Remix Single

1. "Who Says" (Dave Audé Club Mix) - 7:07
2. "Who Says" (Bimbo Jones Club Mix) - 5:46
3. "Who Says" (Tony Moran & Warren Rigg Club Mix) - 7:24
4. "Who Says" (Joe Bermudez-Chico Club Remix) - 6:51
5. "Who Says" (SmashMode Extended Remix) - 5:41

## Classement et certifications
| Classement (2011)                           | Meilleure position |
| ------------------------------------------- | ------------------ |
| Australie (ARIA)                            | 51                 |
| Autriche (Ö3 Austria Top 40)                | 62                 |
| Belgique (Flandre Ultratip 100)             | 8                  |
| Canada (Hot 100)                            | 17                 |
| Allemagne (Media Control AG)                | 44                 |
| Irlande (IRMA)                              | 36                 |
| Nouvelle-Zélande (RMNZ)                     | 15                 |
| Slovaquie (IFPI Rádio)                      | 90                 |
| Royaume-Uni (UK Singles Chart)              | 51                 |
| États-Unis Billboard Hot 100                | 21                 |
| États-Unis Adult Contemporary (Billboard)   | 27                 |
| États-Unis Adult Pop Songs (Billboard)      | 37                 |
| États-Unis Hot Dance Club Songs (Billboard) | 1                  |
| États-Unis Pop Songs (Billboard)            | 17                 |

| Pays                  | Certifications |
| --------------------- | -------------- |
| Australie ARIA Charts | Or             |
| Norvège               | Or             |
| Nouvelle-Zélande RIAN | Or             |
| États-Unis RIAA       | 3 × Platine    |

| Classement (2011)                           | Position |
| ------------------------------------------- | -------- |
| États-Unis Billboard Hot 100                | 78       |
| États-Unis Hot Dance Club Songs (Billboard) | 27       |
| États-Unis Digital Songs                    | 51       |